# 新人物往来社
株式会社新人物往来社（しんじんぶつおうらいしゃ）は、かつて存在した日本の出版社。雑誌『歴史読本』の発行元として知られる歴史図書専門の出版社である。
2008年（平成20年）11月26日に中経出版の100％出資による新人物往来社（新社）が新人物往来社（旧社）から出版事業の営業権を取得、その後2009年（平成21年）4月7日に中経出版が角川グループホールディングスの子会社となったことにより、新人物往来社も角川グループの1つとなった。さらに2013年（平成25年）4月1日に中経出版に吸収合併され、社名が消滅することとなった。

## 概要
- 1951年、八谷政行（やたがいまさゆき）が『人物往来』を創刊。
- 1952年（昭和27年）に人物往来社として創業。『人物往来』の歴史特集の『特集・人物往来』が好評につき、『歴史読本』と改題。『人物往来』の休刊後はこちらが看板雑誌となり、会社自体も歴史図書専門出版社の雄として知られるようになった。
- 1968年、経営難のため、チェリオコーポレーションを経営する実業家菅貞人が経営を引き継ぎ、新人物往来社と社名変更。
- 1976年、貞人の子・菅英志（1950- ）が社長となる。
- 1977年、吉田清治著作『朝鮮人慰安婦と日本人』を刊行[1]。
- 1976年（昭和51年）より、日本唯一の歴史小説専門の文学賞である歴史文学賞を主宰。同賞出身者に宮部みゆき（1988年（昭和63年）、『かまいたち』にて第12回佳作入選）がいる。
- 2005年、英志の子・菅春貴が社長となる。
- 2008年、株式会社中経出版の子会社の株式会社新人物往来社（新社）が株式会社新人物往来社（旧社）から出版事業の営業権を取得[2][3]。
- 2009年5月、歴史文庫『新人物文庫』を創刊して文庫本市場に参入[4]。第1回配本は永倉新八『新選組顛末記』など6点。
- 2009年10月に荒地出版社を吸収合併[5]。
- 2013年4月に親会社の中経出版に吸収合併され解散[6]。『歴史読本』や新人物文庫等の歴史関連出版物は既刊も含め中経出版から引き続き刊行。
- 2013年10月1日、中経出版が親会社のKADOKAWAに吸収合併され完全に消滅[7]。『歴史読本』も10月6日発売の2015年秋号を最後に休刊[8]。

## 刊行物

### 雑誌
- 人物往来（1952年1月 - 1966年2月?）[9]
- 歴史読本[10]（1956年5月 - 2015年秋号） - 『特集人物往来』（1956年5月 - 1959年12月）→『人物往来歴史読本』（1960年1月 - 1968年9月）→『歴史読本』（1968年12月以後）と改題。
- 歴史読本ワールド[11]（1985年1月 - 1996年5月、1990年1月発行の第18号までは『歴史読本』の特別増刊）
- Az[12]（1987年8月 - 1995年春号）
- 歴史百科[13][14]（百年社編、1978年初夏号 - 1980年盛冬号）

### 書籍レーベル
- 新人物文庫
- 新人物ノベルス

## 関連会社
- チェリオ中部 - 旧社の関連会社。中部地方に拠点を置く飲料水メーカー。かつてサイトや出版物に広告を載せていた。
- 中経出版 - 新社の親会社
- 荒地出版社 - 姉妹会社

## 参考
- 直木賞のすべて
- 『人事興信録』1995